# Nazionale maschile di baseball del Giappone

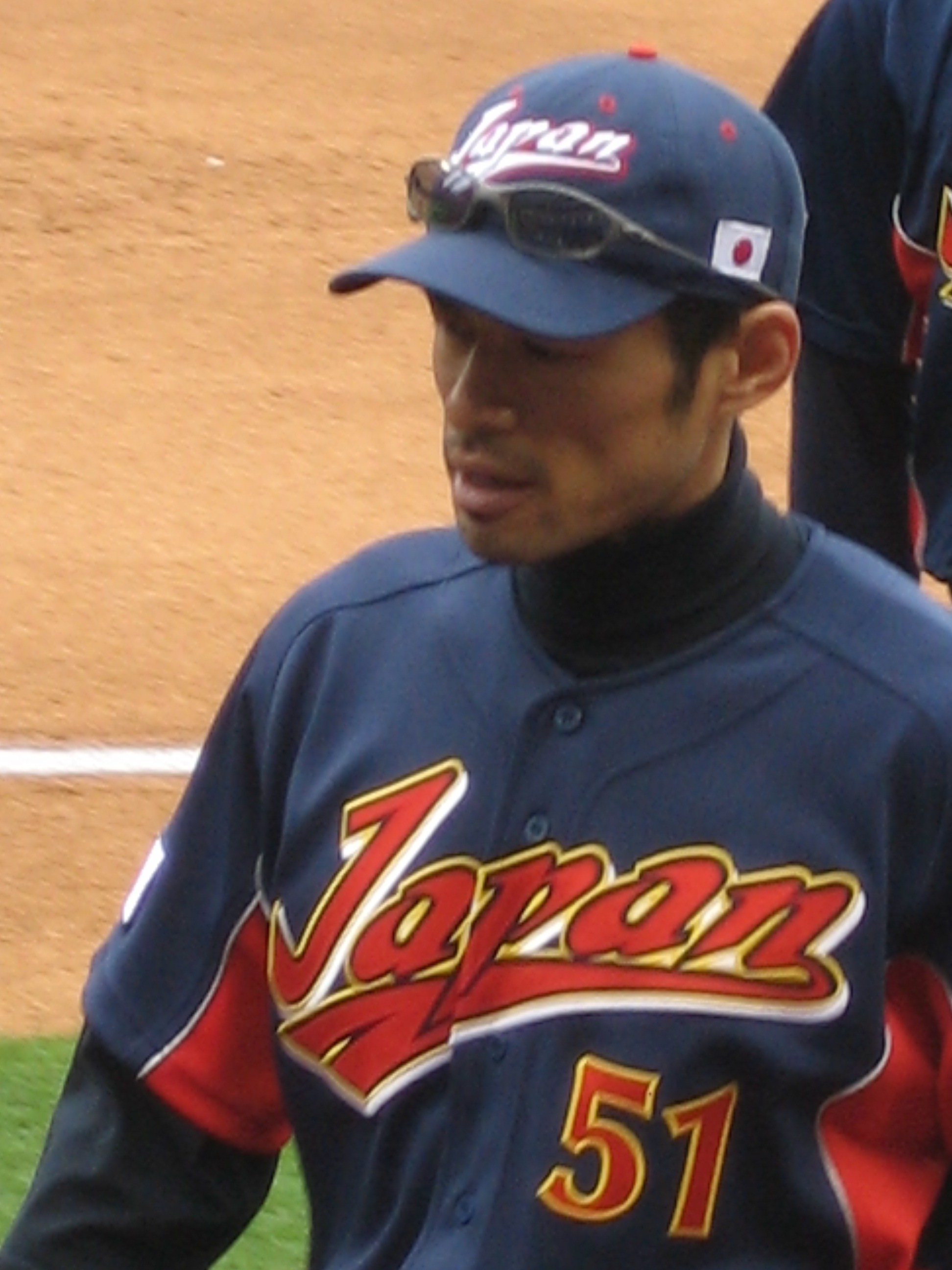
Ichirō Suzuki, star giapponese della MLB e del WBC 2006

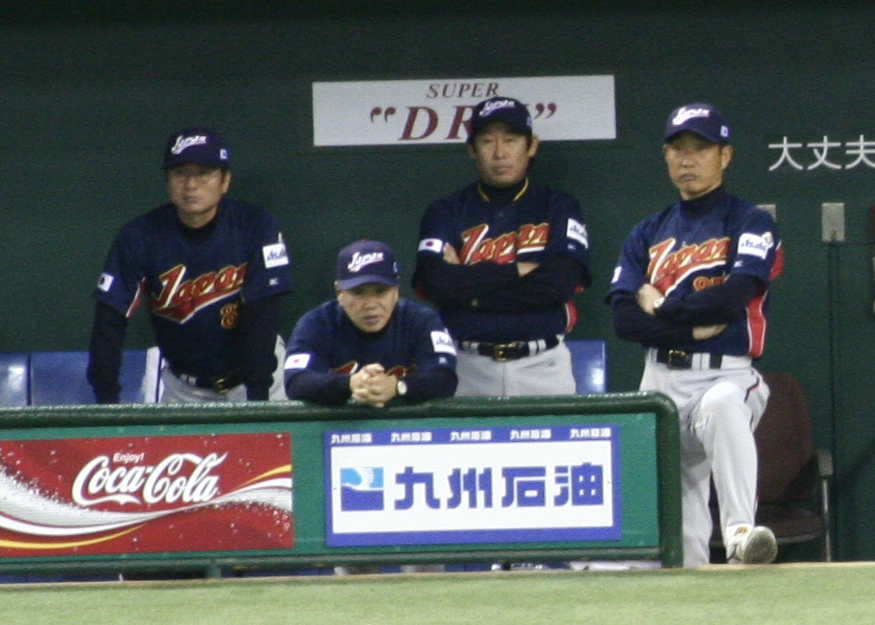
Il manager insieme ai coachs del Giappone al WBC 2006 (Da sinistra a destra:Yasunori Oshima, Hirota Sumio, Yoshitaka Katori e Hatsuhiko Tsuji)

La nazionale maschile di baseball del Giappone (野球日本代表?) rappresenta il Giappone nelle competizioni internazionali, come i Campionati asiatici di baseball o il Campionato mondiale di baseball organizzati dalla International Baseball Federation. È formata dai migliori giocatori giapponesi della Nippon Professional Baseball e della Major League Baseball statunitense.
Nella sua storia ha partecipato a tutte le competizioni olimpiche fin dal 1984.

## Competizioni nazionali

### Asian Baseball Championship
Il Giappone ha letteralmente dominato i campionati asiatici di baseball, fin dalla fondazione ha partecipato ad ogni evento. La squadra non è mai andata al di sotto del terzo posto in tutti gli eventi.

### Asian Games
Gli Asian Games sono un torneo parallelo ai campionati asiatici di baseball, fino ad ora (2009) ne sono stati giocati 4, il Giappone si è sempre classificato nel podio.

## Piazzamenti

### Olimpiadi
- 1984:  Campione (sport dimostrativo)
- 1988:  2° (sport dimostrativo)
- 1992:  3°
- 1996:  2°
- 2000: 4°
- 2004 :  3°
- 2008: 4°
- 2020:  Campione

### Mondiali
- Dal 1938 al 1971 (19 edizioni) : non qualificata
- 1972 : 4°
- 1973 : non qualificata
- 1974 : non qualificata
- 1976 :  3°
- 1978 : 4°
- 1980 :  3°
- 1982 :  2°
- 1984 : 4°
- 1986 : 5°
- 1988 : 4°

- 1990 : 5°
- 1994 :  3°
- 1998 : 5°
- 2001 : 4°
- 2003 :  3°
- 2005 : 5°
- 2007 :  3°
- 2009 : 10°
- 2011 : 12°

### World Baseball Classic
- 2006:  Campione[1]
- 2009:  Campione[1]
- 2013:  3°[1]
- 2017:  3°[1]
- 2023:  Campione

### Coppa Intercontinentale
- 1973:  Campione
- 1975:  2°
- 1977:  3°
- 1979:  2°
- 1981: 6°
- 1983: non qualificata

- 1985:  3°
- 1987:  3°
- 1989:  2°
- 1991:  2°
- 1993:  3°
- 1995:  2°

- 1997:  Campione
- 1999:  3°
- 2002: 5°
- 2006: 4°
- 2010: 5°

### Giochi Asiatici
- 1994 :  Campione
- 1998 :  2°
- 2002 :  3°
- 2006 :  2°
- 2010 :  3°
- 2014 :  3°
- 2018 :  2°

### Campionato Asiatico
- 1954 :  2°
- 1955 :  Campione
- 1959 :  Campione
- 1962 :  Campione
- 1963 :  2°
- 1965 :  Campione
- 1967 :  Campione
- 1969 :  Campione
- 1971 :  2°

- 1973 :  Campione
- 1975 :  2°
- 1983 :  2°
- 1985 :  Campione
- 1987 :  2°
- 1989 :  Campione
- 1991 :  Campione
- 1993 :  Campione
- 1995 :  Campione

- 1997 :  2°
- 1999 :  2°
- 2001 :  3°
- 2003 :  Campione
- 2005 :  Campione
- 2007 :  Campione
- 2009 :  Campione
- 2012 :  Campione
- 2015 :  3°

- 2017 :  Campione
- 2019 :  2°

## Formazioni

### WBC
Nobita Nobi, Gian, Suneo Onekawua